# Theo Lucius
Theodorus Martinus Maria Lucius (Veghel, Países Bajos, 19 de diciembre de 1976) es un exfutbolista neerlandés que jugaba de volante. Actualmente es asistente técnico de Peter Bosz en el PSV Eindhoven de la Eredivisie.

## Selección nacional
Ha sido internacional con la Selección de fútbol de los Países Bajos, ha jugado 3 partidos internacionales.

## Clubes
| Club          | País         | Año       |
| ------------- | ------------ | --------- |
| FC Den Bosch  | Países Bajos | 1996-1998 |
| PSV Eindhoven | Países Bajos | 1998-1999 |
| FC Utrecht    | Países Bajos | 1999-2000 |
| PSV Eindhoven | Países Bajos | 2000-2006 |
| Feyenoord     | Países Bajos | 2006-     |

- Datos: Q942179
- Multimedia: Theo Lucius / Q942179